# Orstkhoy
Orstkhoy (Karabulak) és un poble considerat generalment una tribu dels txetxens si bé ells mateixos es consideren un poble separat, que viu majoritàriament al districte de Sunzha a Inguixètia (Rússia) i són minoria al districte de Malgomek, també a Inguixètia; elements dispersos viuen a altres llocs d'Inguixètia i Txetxènia, especialment a Grozni.

## Història moderna[1]
Els russos van arribar al que després fou Txetxènia al segle xviii i la van acabar dominant al segle XIX; aleshores la zona estava poblada per la nació vainakh, parlants de la llengua nakh. Rússia va dividir el país en funció de línies dialectals i va donar el nom de txetxens i inguixos als dos grups agafats dels noms de dos llogarets (els primers que van trobar els russos: Chechenaul i Angusht); no obstant la població no va assumir plenament els nom i encara que molts grups es reconeixien d'un o d'altre, n'hi havia que es consideraven dels dos i encara uns altres que no s'identificaven amb cap i es declaraven d'un tercer grup, els karabulaks o orstkhoys. Aquests darrers habitaven principalment el districte de Sunzha, a la frontera entre Inguíxia i Txetxènia, territori que havia d'esdevenir conflictiu: el 8 de gener de 1992 el parlament txetxè va restaurar la divisió administrativa d'abans de 1934 separant Inguíxia de Txetxènia, i en aquest segon territori s'incloïa el districte fronterer de Sunzha, en contra de les pretensions dels inguixos.
Els habitants de Sunzha, els karabulaks o orstkhoys, van apel·lar al manteniment de la integritat de la nació vainakh (txetxens, inguixos i karabulaks). El 4 de juny de 1992 el soviet suprem de la Federació Russa va aprovar la creació de la república d'Inguixètia amb el que es va fer evident el conflicte fronterer. El 18 de juliol de 1992 els líders culturals, religiosos i polítics dels karabulaks es van reunir a Sleptsovskaia (al districte de Sunzha) i van crear el Moviment Públic pel Renaixement de l'ètnia Orstkhoy.
El 28 d'agost de 1993 el primer congrés nacional orstkhoy va rebatejar el districte de Sunzha com districte d'Orstkhoy i va demanar que el territori fos reconegut com la seva terra ancestral. També es van aprovar la bandera i el símbol de la nació/tribu. En el tercer congrés dels orstkhoys a Grozni el 31 de juliol de 1999 hi van assistir representants vinguts de Txetxènia, d'Inguixètia i delegats de la comunitat ortskhoy de Grozni i es va cridar a la unitat del poble vainakh i la formació d'un estat islàmic Vainakh.
Posteriorment el destacat historiador M. Muzhukhoyev, membre de l'acadèmia de la Història de la Unió Soviètica i després director de l'Institut Inguix d'Humanitats, va treballar pel renaixement de la identitat orstkhoy com una branca especifica dels pobles vainakhs, assegurant que els ortskhoy són descendents dels pobles de la plana (Nart-Orstkhoy) que van expulsar els muntanyesos (aquests pobles de la plana sempre s'havia pensat que eren l'alans/ossets però ara es rebutjava aquesta interpretació). Aquesta versió no era acceptada ni pels alans ni pels txetxens (aquests darrers consideren als orstkhoy com una de les seves tribus i acusaven als ingúixos d'afavorir els orstkhoy per integrar el districte de Sunzha a Inguíxia i així esdevenir part de Rússia).
La tensió fronterera per Sunzha entre inguixos i txetxens va durar del 1991 al 1993 fins que el 23 de juliol de 1993 es va signar un acord per la delimitació de la frontera; com que la demarcació mai fou completa, quan el 1999 el president txetxen Maskhadov va signar un decret pel canvi de nom d'alguns pobles (entre els quals alguns dels districtes de Sunzha i de Malgomek (en aquest també viuen una part dels orstkhoy) els ingúixos van protestar perquè consideraven que usurpava territoris ingúixos.
Entre 1999 i 2002 la idea de la reunificació de Txetxènia i Inguíxa va estar sobre la taula però les prospeccions van mostrar que els ingúixos no hi eren favorables i finalment es va descartar. El president txetxè Akhmat Kadírov va resoldre finalment l'afer el 2003 al afirmar que hi havia dos repúbliques i un sol poble o nació.